# الألعاب الآسيوية الشتوية 2029
الألعاب الآسيوية الشتوية 2029 (تروجينا 2029) هي النسخة العاشرة من دورة الألعاب الآسيوية الشتوية، وستستضيفها المملكة العربية السعودية في تروجينا في مدينة نيوم لتكون بذلك أول مدينة في غرب آسيا تفوز باستضافة الألعاب الآسيوية الشتوية، وأعلن عن ذلك في ختام أعمال الجمعية العمومية الـ (41) للمجلس الأولمبي الآسيوي والمقام في كمبوديا